# 京都府道484号淵垣上八田線
京都府道484号淵垣上八田線（きょうとふどう484ごう ふちがきかみやたせん）は、京都府綾部市を通る一般府道である。

## 概要
綾部市渕垣町から綾部市上八田町に至る。
八田川、上八田川沿いを走る。また、途中の中筋町付近では、バイパス工事が行われ、整備された2車線となった。

### 路線データ
- 起点：綾部市渕垣町（渕垣交差点、国道27号交点）
- 終点：綾部市上八田町（上八田交差点、京都府道485号物部梅迫停車場線交点）

## 地理

### 通過する自治体
- 綾部市

### 交差する道路
| 交差する道路                                               | 交差する場所 | 交差する場所        |
| ---------------------------------------------------------- | ------------ | ------------------- |
| 国道27号                                                   | 渕垣町       | 渕垣交差点 / 起点   |
| 京都府道74号舞鶴綾部福知山線                               | 岡安町       | 岡安交差点          |
| 京都府道485号物部梅迫停車場線 京都府道494号綾部大江線 重複 | 上八田町     | 上八田交差点 / 終点 |

### 交差する鉄道
- 舞鶴線

### 沿線
- 綾部カントリー倶楽部
- JR西日本舞鶴線 淵垣駅
- 綾部市立西八田小学校、西八田幼稚園
- 綾部岡安郵便局